# Novovelichkovskaya
Novovelichkovskaya (del ruso: Нововеличковская) es una stanitsa del raión de Dinskaya del krai de Krasnodar del sur de Rusia. Está situada a orillas del río Ponura, afluente del río Kirpili, 31 km al oeste de Dinskaya y 28 km al noroeste de Krasnodar, la capital del krai Tenía 9 169 habitantes en 2010.
Es cabeza del municipio Novovelichkovskoye, al que pertenecen asimismo Vorontsóvskaya, Naidorf y Dalni. El municipio contaba con 10 966 habitantes.

## Historia
La localidad fue fundada en 1823 por cosacos del Mar Negro provenientes del asentamiento Velichkovski, la actual Starovelichkovskaya.

## Economía y transporte
Las principales empresas de la localidad son SPK Kolos, ZAO Viktoriya-92, OOO Konezavod Olimp Kubani, ZAO Vorontsóvskoye.
La estación de ferrocarril más cercana está a 14 km en Novotítarovskaya.